# 長秀
長秀（1847年—？），字雲舫，滿洲鑲白旗人，清朝政治人物、同進士出身。
光緒三年（1877年），参加丁丑科殿試，登進士三甲第86名。同年五月，經吏部掣簽，授即用知縣。